# Manuel María del Campo y Bravo
Manuel María del Campo y Bravo de Castilla (1807 - ¿?) fue un periodista, crítico teatral y dramaturgo español.

## Biografía
Estudió Derecho y fue abogado colegiado en Sevilla. Dirigió La Justicia, revista madrileña de jurisprudencia entre 1855 y 1857, colaboró con narraciones en La Crónica (1845) y dirigió y redactó en Sevilla La Platea. Revista de Teatros (1849), defendiendo criterios estéticos del Neoclasicismo y un tipo de teatro que fuera espejo de costumbres; también aparecesu nombre ejerciendo la crítica teatral en el importante periódico progresista de Madrid El Eco del Comercio. Se dedicó a traducir también, solo o en colaboración con otros, bastantes obras del francés, y tradujo y adaptó del mismo idioma varias piezas teatrales, aparte de escribir también piezas originales. Tuvo once hijos, de los cuales sobrevivieron al menos cuatro.

## Obra

### Narrativa
- Los Misterios de Rusia: Cuadro político y moral del Imperio ruso, Sevilla F. Alvarez y Ca. 1845, 3 vols.

### Teatro
- Con Miguel Guilloto, Mentir con noble intención: comedia en dos actos, 1846.
- Perder y ganar un trono: drama en un acto 1846.
- Casarse a oscuras: comedia en tres actos  1846.
- Un Juan Lanas. Comedia en un acto arreglada a la escena española por D. Manuel María del Campo. Madrid: Imprenta de La Luneta, 1847.
- Maria-Juana: ó, Las consecuencias de un vicio, drama, 1847.
- Nunca el crimen queda oculto a la justicia de Dios: drama 1848.